# ایورورا
ایورورا (به اسپانیایی: Iborra) یک منطقهٔ مسکونی در اسپانیا است که در سگرا واقع شده‌است. ایورورا ۱۵٫۴ کیلومتر مربع مساحت دارد.